# 아델리나 소트니코바
아델리나 드미트리예브나 소트니코바(러시아어: Адели́на Дми́триевна Со́тникова, 러시아어 발음: [ɐdɛˈlʲinə ˈdmʲitrʲɪ(ɪ̯)ɪvnə ˈsotnʲɪkəvə], 문화어: 아젤리나 쏘뜨니꼬바, 1996년 7월 1일~)는 러시아의 피겨스케이팅 선수이다. 2014년 동계 올림픽에서 여자 싱글 금메달을 획득했으나 판정 논란이 있고, 두 차례의 유럽 선수권 대회(2013년~2014년) 은메달리스트, 그랑프리 시리즈에서 다섯 개의 메달리스트, 4번의 러시아 선수권 대회 (2009년, 2011년~2012년, 2014년) 우승자이다.

## 경력
아델리나 소트니코바는 모스크바에 있는 집 근처 유즈니 아이스링크에서 4살에 스케이팅을 시작하였다. 7살의 나이에 집에서 꽤 멀리 떨어진 중앙 육군 스포츠단(CSKA)에 입단하여 훈련을 시작하였다. 1년 뒤에는 옐레나 보도레조바 코치 밑에서 훈련을 시작했다.
2008-2009 시즌 동안에 소트니코바는 2009년 러시아 선수권 대회 시니어 무대에 데뷔하여 12살의 나이에 금메달을 땄다. 2009년 러시아 주니어 선수권 대회도 우승을 하였다.
소트니코바는 국제 빙상 연맹의 연령 관련 규칙 때문에 2009-10 시즌에 주니어 그랑프리에 참여할 수 없었다. 어머니인 올가는 소트니코바에게 한 달 이르게 태어났다고 말했다고 한다. 소트니코바는 실력을 향상시키는데 어려움을 겪어 2010년 러시아 선수권 대회에서 4위, 러시아 주니어 선수권 대회에서 6위로 밀려나게 되었다.

### 2010–2011 시즌

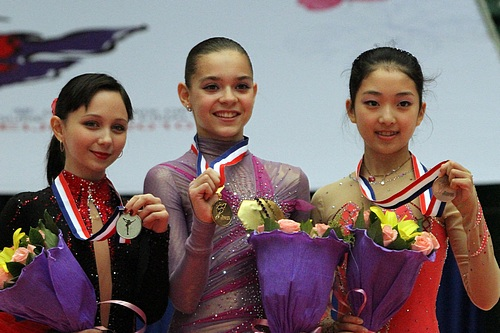
2010-2011년 ISU 피겨스케이팅 그랑프리 파이널 메달리스트인 소트니코바와 옐리자베타 툭타미셰바, 리쯔쥔

소트니코바는 2010-2011 시즌 주니어 그랑프리에 데뷔하였다. 첫 그랑프리 대회인 오스트리아 그라츠에서 열린 컵 오브 오스트리아 대회에서 크리스티나 가오와 리쯔쥔을 제치고 우승했으며 영국 셰필드에서 열린 아이스 셰필드 대회에서도 야스민 시라지와 가오를 누르면서 금메달을 획득했다. 두 주니어 그랑프리 대회에서 우승을 한 소트니코바는 2010년 그랑프리 파이널 참가 자격을 얻었다. 2011년 러시아 선수권 대회에서 쇼트 프로그램에서는 2위 그리고 롱 프로그램에서는 1위를 차지하며 두 번째 대회 우승을 했다. 는 2011년 2월 대한민국 강릉에서 열린 2011년 세계 주니어 선수권 대회에 참가하여 대표팀 동료 옐리자베타 툭타미셰바와 미국의 애그니스 자와즈키를 제치고 금메달을 차지했다.

### 2011–2012 시즌

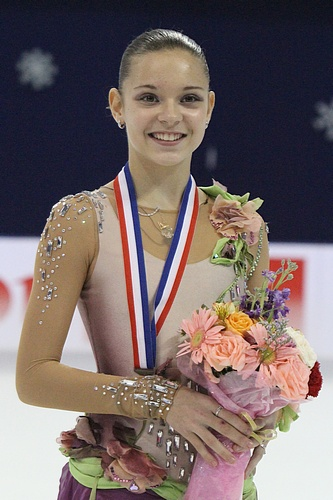
2011년 컵 오브 차이나

국제 빙상 연맹(ISU) 연령 관련 규칙에 따라, 소트니코바는 ISU 주관 시니어 대회에는 출전할 수 없었으나 세계 주니어 선수권 대회 우승자 자격으로 2011-12 시즌에 시니어 그랑프리에 참가할 수 있었다. ISU 시니어 무대에 처음으로 참가하게 된 소트니코바는 시즌 오프 시기에 슬로바키아 브라티슬라바에서 열린 2011년 온드레이 네펠라 메모리얼에 참가하는 러사이팀에 명단을 올렸으나 훈련 도중 다리 부상을 당해 기권했다. 2011년 11월에는 중국 상하이에서 열린 2011년 컵 오브 차이나에 참가하여 시니어 그랑프리에 데뷔했다. 소트니코바는 이 대회에서 이탈리아의 카롤리나 코스트너와 미국의 미라이 나가스의 뒤를 이어 동메달을 획득했고 모스크바에서 열린 2011년 로스텔레콤컵에서도 일본의 아사다 마오와 대표팀 동료인 알료나 레오노바의 뒤를 이어 동메달을 획득했다.
2011년 12월에는 크로아티아 자그레브에서 열린 2011년 골든 스핀 오브 자그레브에 참가하여 일본의 스즈키 하루나와 대표팀 동료인 마리야 아르테미예바를 누르고 금메달을 획득했다. 12월 말에는 2012년 러시아 선수권 대회에서 쇼트 프로그램 1위, 프리에서 2위를 차지하며 대회 세 번째 우승을 차지하였다. 이듬해인 2012년 1월에는 오스트리아 인스브루크에서 열린 2012년 동계 청소년 올림픽에 참가하여 대표팀 동료 툭타미셰바의 뒤를 이어 은메달을 획득했다. 2월에는 벨라루스 민스크에서 열린 2012년 세계 주니어 선수권 대회에서 대표팀 동료인 율리야 리프니츠카야와 미국의 그레이시 골드의 뒤를 이어 이어 동메달을 획득했다. 이후 일본 도쿄에서 열리는 2012년 월드 팀 트로피에 러시아 대표팀 선수로 소집되었으며 러시아팀은 종합 4위로 대회를 마감했다. 소트니코바는 이 대회 프리 스케이트에서 113.57점을 거두며 시즌 최고 성적을 거뒀다.

### 2012–2013 시즌
2012년 9월 독일 오버슈트도르프에서 열린 2012년 네벨호른 트로피에서 캐나다의 케이틀린 오즈먼드의 뒤를 이어 은메달을 차지하며 시즌을 시작했다. 10월에는 미국 켄트에서 열린 2012년 스케이트 아메리카에 참가하며 시즌 첫 그랑프리 대회에 출전했다. 소트니코바는 이 대회 프리 스케이트에서 펼친 3Lo-2T-2Lo (트리플 루프-더블토-더블루프) 컴비네이션은 효력이 없는 것으로 판정을 받으며 점수를 얻지 못하였다. 그러나 미국 대표팀 선수들인 애슐리 와그너와 가오의 뒤를 이어 동메달을 획득했다. 11월에는 다음 그랑프리 대회인 모스크바에서 열린 2012년 로스텔레콤컵에 참가했으며 5위를 기록하였다. 이후 12월에 열린 2013년 러시아 선수권 대회에서는 옐레나 라디오노바와 툭타미셰바의 뒤를 이어 동메달을 획득했다. 이듬해인 2013년 1월 자그레브에서 열린 2013년 유럽 선수권 대회에 참가하여 쇼트 프로그램에서 1위, 프리 스케이팅에서 3위를 차지하며, 0.72점 차이로 우승자인 이탈리아의 코스트너의 뒤를 이어 은메달을 획득했다. 소트니코바와 동메달리스트인 툭타미셰바는 2006년에 이리나 슬루츠카야 이후 처음으로 유럽 피겨 선수권 대회에서 입상한 러시아 국적 여자 싱글 선수이다.
유럽 선수권 대회 이후에 스위스에서 열린 아트 온 아이스에서 공연을 하였다. 3월에는 캐나다 런던에서 열린 2013년 세계 선수권 대회에 참가하면서 선수 경력 첫 세계 선수권 대회에 출전했다. 소트니코바는 이 대회에서 9위에 올랐다. 4월에는 도쿄에서 열린 2013년 월드 팀 트로피에 참가하여 여자 싱글 부문 4위를 기록하였다. 러시아 대표팀은 종합 4위를 기록하였다.

### 2013-2014 시즌

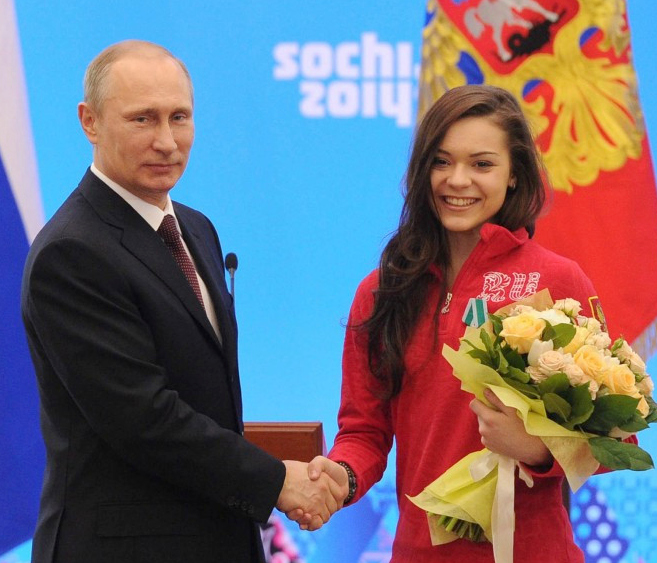
2014년 2월 24일 러시아 대통령 블라디미르 푸틴이 수여하는 훈장을 받고 있는 소트니코바

소트니코바는 2013년 일본 오픈에 유럽팁 소속으로 참가하며 시즌을 시작하였다. 2013년 11월에는 중국 베이징에서 열린 자신의 시즌 첫 그랑프리 대회인 2013년 컵 오브 차이나에 참가했다. 소트니코바는 쇼트 프로그램에서 1위, 프리 스케이팅에서 3위를 기록하며 대표팅 동료인 안나 포고릴라야의 뒤를 이어 은메달을 획득했다. 다음 대회인 2013년 트로페 에리크 봉파르에서는 쇼트 3위, 프리에서 1위를 기록하며 미국의 와그너의 뒤를 이어 은메달을 획득했다. 두 대회의 입상으로 그랑프리 파이널에 진출했으며 12월에 일본 후쿠오카에서 열린 그랑프리 파이널에서 쇼트 프로그램 2위, 프리 스케이팅 6위를 기록하며 종합 5위로 대회를 마감하였다.
2013년 12월 말에 열린 2014년 러시아 선수권 대회에서는 쇼트 1위, 프리 2위를 기록하며 리프니츠카야를 밀어내고 통산 4번째 대회 우승을 차지하였다. 이듬해인 2014년 1월에는 헝가리 부다페스트에서 열린 2014년 유럽 선수권 대회에서 쇼트 프로그램 1위, 프리에서 2위를 기록하며 종합 점수 202.36점으로 은메달을 차지하였고 리프니츠카야는 금메달을 획득했다. 이 대회에서 소트니코바는 유럽 선수권 대회 여자 싱글에서 종합 점수 200점을 넘긴 두 번째 러시아 선수라는 기록을 남겼다.
2014년 2월에는 선수 경력 첫 올림픽인 자국 러시아의 소치에서 열린 2014년 동계 올림픽에 참가했다. 올림픽 사상 처음 채택된 단체전에는 출전하지 못했으나 리프니츠카야와 함께 여자 싱글에는 출전했다. 소트니코바는 여자 싱글에서 종합 점수 224.59점으로 2010년 동계 올림픽 우승자인 대한민국의 김연아와 2012년 세계 선수권 대회 우승자인 코스트너를 5.48점을 앞서며 금메달을 획득했다. 소트니코바는 쇼트 프로그램에서 김연아에게 0.28점이 뒤졌지만, 프리 스케이팅에서 149.95점을 받으며 역전에 성공했다. 이 때 금메달 획득 이후 기자 회견에서 "단체전 대표팀에 선발되지 않은 것이 여자 싱글 우승에 대한 동기부여가 되었다"라고 말했다.
소트니코바의 올림픽 우승은 올림픽 폐막 전날이 되었음에도 올림픽 위원회에 경기 결과에 대한 공식적인 항의는 전달되지 않았지만, 이후 기자들 사이에서 많은 논란이 있었다. 몇몇 언론의 주장에서는 9명의 심판들 중에서 한 명은 1998년 동계 올림픽 아이스 댄싱에서 승부조작으로 집행유예를 받은 사람이며, 또다른 이는 러시아 피겨스케이팅 연맹의 전 회장의 부인이므로 심판들의 판정이 러시아 참가자가 유리하게 판정이 되었을 것이라고 한다. 2월 21일 뉴욕 타임즈는 소트니코바의 우승은 의 기술 점수들을 기반으로 한 정당한 판정이었다고 했다. 뉴욕 타임즈의 분리된 기사에서 소트니코바가 더블 루프 점프 착지 때 작은 실수를 했음을 인정하였지만 의 구성 방식이 7번의 트리플 점프를 하는등 내용상 도전적이었다고 했다. 1984년 올림픽 챔피언 스콧 해밀턴은 "소트니코바는 롱 프로그램에서 의 감정조절을 못하여 흔들리는 것으로 알려졌으나, 올림픽에서는 잘해내었다. 소트니코바의 연기가 심미적인 관점에서 김연아의 연기보다는 별로일지라도, 소트니코바는 충실하게 "심판들이 원하는 항목들을" 채워나갔다."고 말했다. 1994년, 1998년 올림픽 남자 싱글 은메달리스트 엘비스 스토이코는 판정이 공정했다고 말했다.는 2014년 2월 24일에 우애훈장을 수여받았다.
2014 올림픽에서의 금메달 편파판정 논란은 여전히 문제가 되고 있으며, 한국인들에게 많은 비난을 받고 있다.

### 2014-2015 시즌
소트니코바는 로스텔레콤컵과 NHK 트로피에 참가하기로 했다. 하지만 발목 인대가 찢어지는 부상 때문에 기권하였다.

### 2023년
유튜브에 출연하여 2014 소치 동계올림픽에서 석연찮은 판정으로 김연아를 누르고 금메달을 획득했던 당시 두 번째 샘플에서 문제가 발견되지 않아 징계를 받지 않았다고 증언했다.

## 개인사
소트니코바의 아버지 드미트리는 경찰관이며 어머니 올가는 주부이며 판촉 일을 하고 있다. 증조할아버지 알렉산드르 코체토프는 제2차 세계 대전 소비에트 연방영웅이다. 소트니코바는 전교생의 절반이 운동선수인 고등학교에 다녔다. 고교 졸업 후에는코치가 되기 위한 목적으로 체육대학교에 입학하였다. 두 살 어린 여동생 마리야는 트리처 콜린스 증후군을 앓고 있고, 소트니코바는 의 여동생이 자신의 선수 경력에 가장 영향을 끼친 사람이라고 언급하였다. 소트니코바는 피겨스케이팅을 자신의 자매를 도울 수 있는 '일'로 보았다고 하였다. 존경하는 선수로는 아사다 마오를 꼽았다.
2014년 8월 9일 일본 지상파 TBS의 예능 프로그램 ‘불꽃 체육회’에서 피겨 선수 겸 아역 배우인 혼다 미유와 함께 교토를 관광했다. 이 방송에서 아사다 마오를 존경한다고 밝혔던 소트니코바는 이날 방송에서도 “아사다 마오는 좋은 라이벌이지만 링크 밖에서는 친구 이상의 존재”라면서 “아사다가 휴식에 들어갔는데, (은퇴하지 않고) 계속 선수를 했으면 좋겠다”고 말하기도 했다.

## 기록
- 여자 싱글 부문에서 첫 러시아 금메달리스트
- 타라 리핀스키(15세), 소냐 헤니(15세), 옥사나 바율(15세), 세라 휴스 (16세) 다음으로 여자 싱글 역대 다섯 번째 최연소(17세) 우승자

## 프로그램
| 시즌      | 쇼트 프로그램                                                                                | 프리 스케이팅 | 갈라 프로그램                               |
| --------- | -------------------------------------------------------------------------------------------- | --- | ------------------------------------------- |

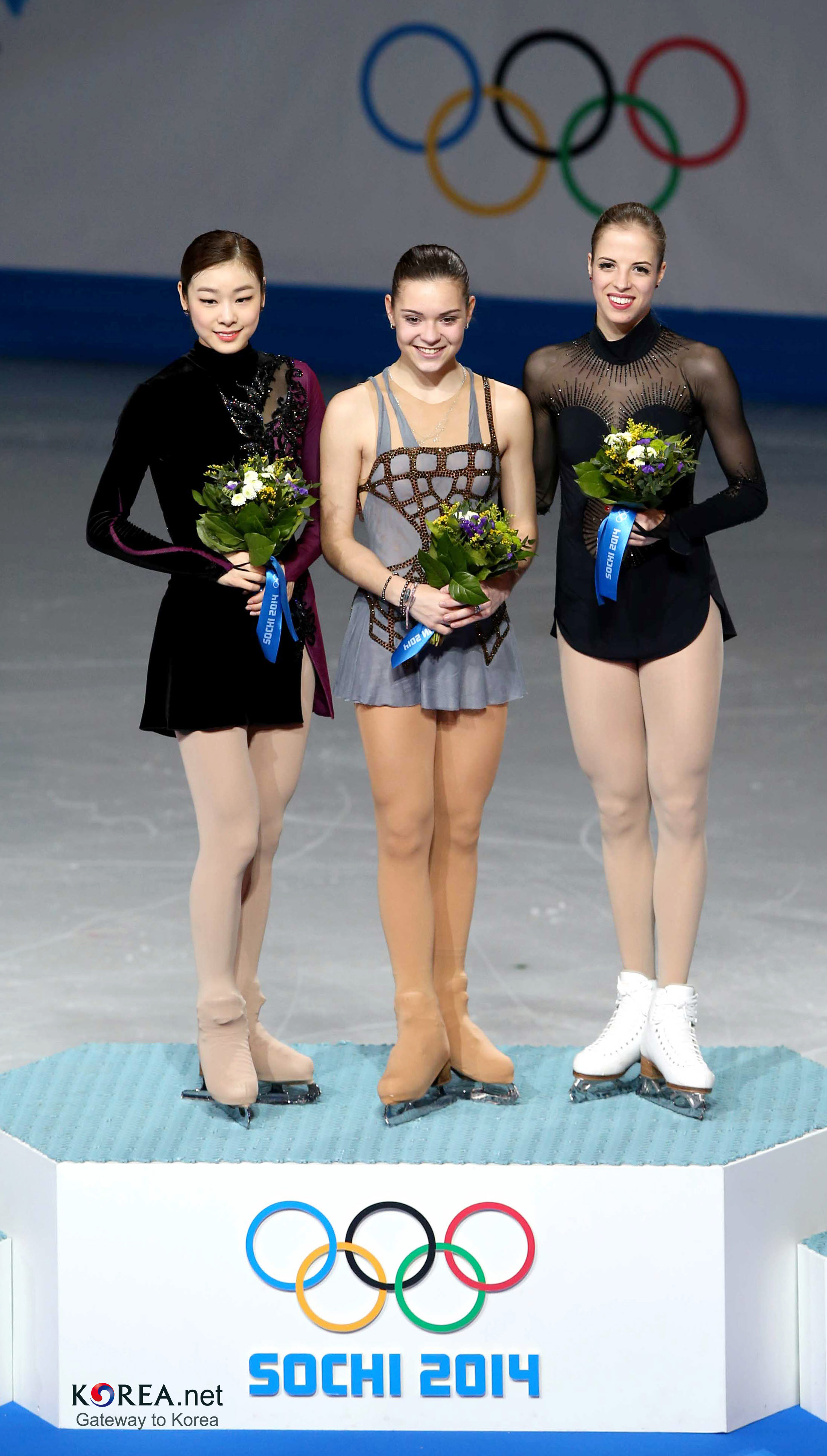
2014 동계 올림픽 포디움에서의 소트니코바

| 2014–2015 | - 백조의 호수 - 표트르 차이콥스키                                                            | - Je Suis Malade (회색의 길) 노래 - 세르주 라마 작곡 - 알리스 도나                                               | - 미발표                                    |
| 2013–2014 | - Habanera ( - 카르멘) - 조르주 비제 안무 - 표트르 체르니시요프                              | - 서주와 론도 카프리치오소 in A Minor Op. 28 for Violin and Orchestra - 카미유 생상스 안무 - 표트르 체르니시요프 | - Oblivion - 아스토르 피아졸라              |
| 2012–2013 | - Capriccio Espagnol - 니콜라이 림스키코르사코프 안무 - 엘레나 부이아노바, 타티야나 타라소바 | - Tough Lover ( - 버레스크) - 크리스티나 아길레라 안무 - 엘레나 부이아노바, 타티야나 타라소바                    | - Welcome to Burlesque ( - 버레스크) - 셰어 |
| 2011–2012 | - 볼레로 - 모리스 라벨                                                                       | - 사랑의 꿈 - 프란츠 리스트                                                                                      | - Hernando's Hideaway                       |
| 2010–2011 | - 왈츠 - 요한 슈트라우스 2세                                                                 | - 서주와 론도 카프리치오소 - 카미유 생상스                                                                       | - 백조의 호수 - 표트르 차이콥스키           |
| 2009–2010 | - 왈츠 by 요한 슈트라우스 2세                                                                | - 세헤라자데 - 니콜라이 림스키코르사코프                                                                         | - 왈츠 - 요한 슈트라우스 2세                |
| 2008–2009 |                                                                                              | - 백조의 호수 - 표트르 차이콥스키                                                                                | - Hernando's Hideaway                       |
| 2007–2008 |                                                                                              | - 말라게냐 - 에르네스토 레쿠오나                                                                                 |                                             |

## 대회 기록

### 주요 대회 기록

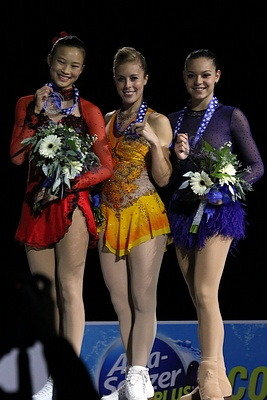
2012년 스케이트 아메리카에서의 소트니코바 (오른쪽)

| 동계 올림픽             |  |     |     |     |     |     | 1위 |    |     |
| 세계 선수권             |  |     |     |     |     | 9위 |     |    |     |
| 유럽 선수권             |  |     |     |     |     | 2위 | 2위 |    |     |
| 그랑프리 파이널         |  |     |     |     |     |     | 5위 |    |     |
| GP 트로피 에릭 봉파르   |  |     |     |     |     |     | 2위 |    |     |
| GP 컵 오브 차이나       |  |     |     |     | 3위 |     | 2위 |    |     |
| GP 로스텔레콤           |  |     |     |     | 3위 | 5위 |     | WD | 3위 |
| GP NHK 트로피           |  |     |     |     |     |     |     | WD |     |
| GP 스케이트 아메리카    |  |     |     |     |     | 3위 |     |    |     |
| 네벨호른 트로피         |  |     |     |     |     | 2위 |     |    |     |
| 골든 스핀 오브 자그레브 |  |     |     |     | 1위 |     |     |    | 6위 |
| 몰도비안 오너먼트       |  |     |     |     |     |     |     |    | 2위 |
| 러시아 선수권           |  | 1위 | 4위 | 1위 | 1위 | 3위 | 1위 |    | 6위 |

| 기록                       | 기록    | 기록    | 기록    | 기록    | 기록    | 기록    | 기록    |
| 주니어                     | 주니어  | 주니어  | 주니어  | 주니어  | 주니어  | 주니어  | 주니어  |
| 대회                       | 2007–08 | 2008–09 | 2009–10 | 2010–11 | 2011–12 | 2012–13 | 2013–14 |
| -------------------------- | ------- | ------- | ------- | ------- | ------- | ------- | ------- |
| 주니어 세계 선수권         |         |         |         | 1위     | 3위     |         |         |
| 동계 유소년 올림픽         |         |         |         |         | 2위     |         |         |
| 주니어 그랑프리 파이널     |         |         |         | 1위     |         |         |         |
| 주니어 그랑프리 오스트리아 |         |         |         | 1위     |         |         |         |
| 주니어 그랑프리 영국       |         |         |         | 1위     |         |         |         |
| NRW 트로피                 | 6위 J.  |         |         |         |         |         |         |
| 러시아 주니어 선수권       | 10위    | 1위     | 6위     |         |         |         |         |

| 기록           | 기록      | 기록      | 기록      | 기록      | 기록      | 기록      | 기록      |
| 단체 대회      | 단체 대회 | 단체 대회 | 단체 대회 | 단체 대회 | 단체 대회 | 단체 대회 | 단체 대회 |
| 대회           | 2007–08   | 2008–09   | 2009–10   | 2010–11   | 2011–12   | 2012–13   | 2013–14   |
| -------------- | --------- | --------- | --------- | --------- | --------- | --------- | --------- |
| 세계 팀 트로피 |           |           |           |           | 5T/4P     | 4T/4P     |           |
| 재팬 오픈      |           |           |           |           |           |           | 3T/4P     |

### 주요 대회 세부

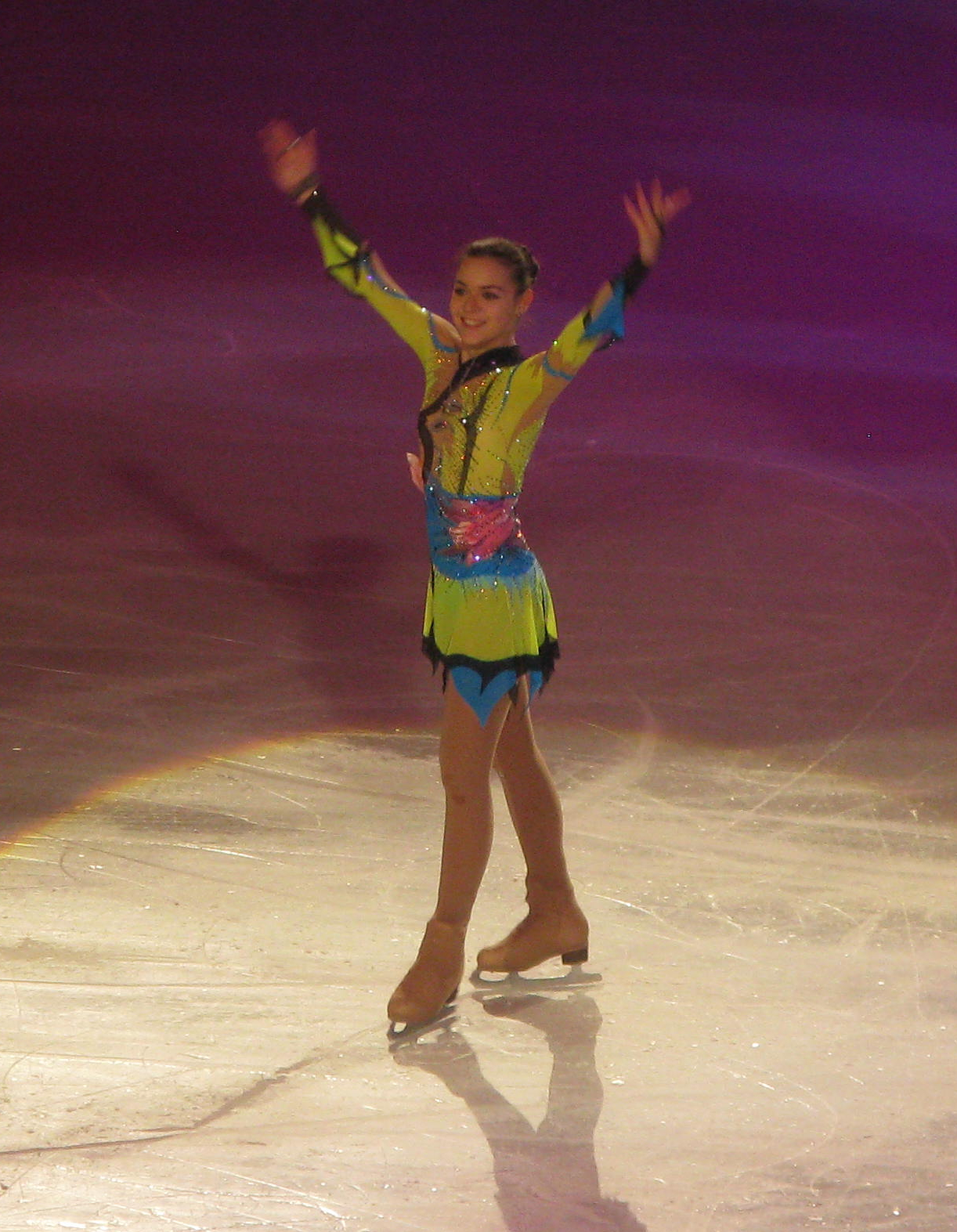
2013년 트로피 에릭 봉파르 갈라 프로그램에서 연기중인 소트니코바

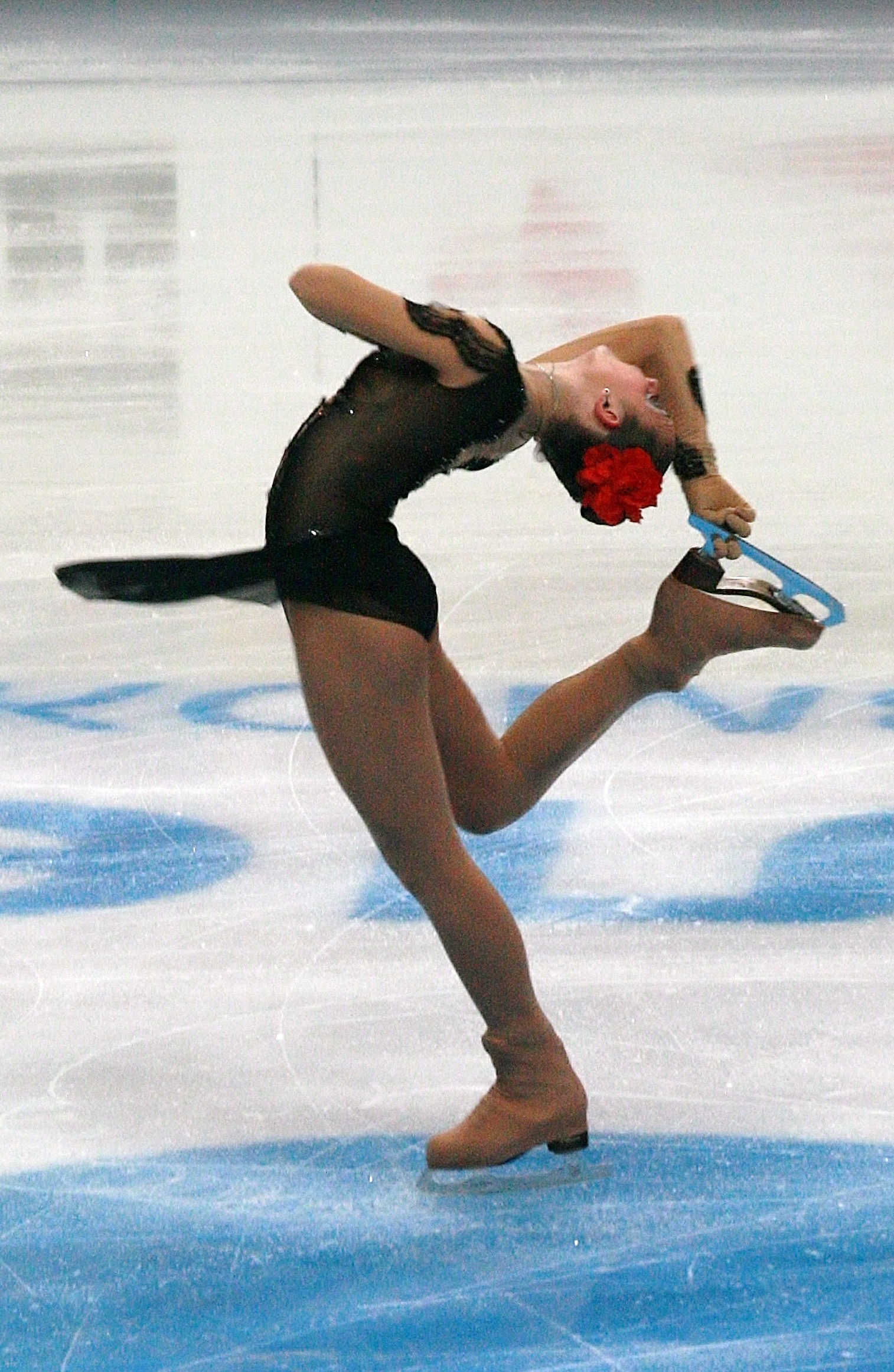
2012년 로스텔레콤컵에서의 소트니코바

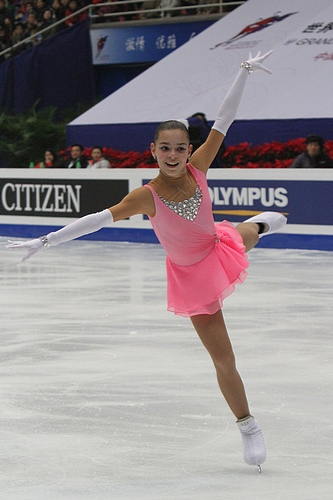
2010–2011 시즌 주니어 그랑프리 파이널에서의 소트니코바

| 날짜                                 | 대회                                | 나이           | 쇼트           | 프리           | 합계           |                |
| 2015–2016 시즌                       | 2015–2016 시즌                      | 2015–2016 시즌 | 2015–2016 시즌 | 2015–2016 시즌 | 2015–2016 시즌 | 2015–2016 시즌 |
| ------------------------------------ | ----------------------------------- | -------------- | -------------- | -------------- | -------------- | -------------- |
| 2015년 12월 24일-27일                | 2016년 러시아 선수권 대회           | 시니어         | 6 69.47        | 7 128.51       | 6 197.98       |                |
| 2015년 12월 2일-5일                  | 2015년 골든 스핀 오브 자그레브      | 시니어         | 7 54.43        | 6 105.37       | 6 159.80       |                |
| 2015년 11월 20일-22일                | 2015년 로스텔레콤컵                 | 시니어         | 4 65.48        | 3 119.63       | 3 185.11       |                |
| 2015년 10월 3일                      | 2015년 몰도비안 오너먼트            | 시니어         | 1 75.57        | 2 128.32       | 2 203.89       |                |
| 2015년 10월 15일-18일                | 2015년 재팬 오픈                    | 시니어         |                | 4 118.81       | 3T/4P          |                |
| 2014–2015 시즌                       |                                     |                |                |                |                |                |
| 2014년 10월 27일–31일                | 2014-15년 Russian Cup 3rd stage     | 시니어         | 1 66.63        | 1 129.68       | 1 196.31       |                |
| 2013–2014 시즌                       |                                     |                |                |                |                |                |
| 2014년 2월 6일–22일                  | 2014년 동계 올림픽                  | 시니어         | 2 74.64        | 1 149.95       | 1 224.59       |                |
| 2014년 1월 15일-19일                 | 2014년 유럽 선수권대회              | 시니어         | 1 70.73        | 2 131.63       | 2 202.36       |                |
| 2013년 12월 24일-26일                | 2014년 러시아 선수권 대회           | 시니어         | 1 72.53        | 2 140.24       | 1 212.77       |                |
| 2013년 12월 5일-8일                  | 2013–14 시즌 그랑프리 파이널        | 시니어         | 2 68.38        | 6 104.92       | 5 173.30       |                |
| 2013년 11월 15일-17일                | 2013년 트로피 에릭 봉파르           | 시니어         | 3 60.01        | 1 129.80       | 2 189.81       |                |
| 2013년 11월 1일-2일                  | 2013년 컵 오브 차이나               | 시니어         | 1 66.03        | 3 108.67       | 2 174.70       |                |
| 2013년 10월 5일-7일                  | 2013년 재팬 오픈                    | 시니어         | - -            | 5 105.95       | - -            |                |
| 2012–2013 시즌                       |                                     |                |                |                |                |                |
| 날짜                                 | 대회                                | 나이           | 쇼트           | 프리           | 합계           |                |
| 2013년 4월 11일-14일                 | 2013 세계 단체전 트로피             | 시니어         | 1 67.13        | 6 115.97       | 4 183.10       |                |
| 2013년 3월 13일-17일                 | 2013년 세계 선수권 대회             | 시니어         | 8 59.62        | 9 116.36       | 9 175.98       |                |
| 2013년 1월 23일-27일                 | 2013년 유럽 선수권대회              | 시니어         | 1 67.61        | 3 126.38       | 2 193.99       |                |
| 2012년 12월 25일-28일                | 2013년 러시아 선수권 대회           | 시니어         | 2 66.99        | 3 123.76       | 3 190.75       |                |
| 2012년 11월 9일-11일                 | 2012년 로스텔레콤컵                 | 시니어         | 5 57.11        | 7 100.87       | 5 157.98       |                |
| 2012년 10월 19일-21일                | 2012년 스케이트 아메리카            | 시니어         | 2 58.93        | 3 110.03       | 3 168.96       |                |
| 2012년 10월 27일-29일                | 2012년 네벨호른 트로피              | 시니어         | 1 58.48        | 2 109.75       | 2 168.23       |                |
| 2011–2012 시즌                       |                                     |                |                |                |                |                |
| 날짜                                 | 대회                                | 나이           | 쇼트           | 프리           | 합계           |                |
| 2012년 4월 18일-22일                 | 2012년 세계 단체전 트로피           | 시니어         | 6 56.12        | 4 113.57       | 4 169.69       |                |
| 2012년 3월 2일-3일                   | 2012년 세계 주니어 선수권 대회      | 주니어         | 3 56.57        | 3 111.88       | 3 168.45       |                |
| 2012년 1월 13일-22일                 | 2012년 동계 유소년 올림픽           | 주니어         | 2 59.44        | 3 99.64        | 2 159.08       |                |
| 2011년 12월 25일-29일                | 2012년 러시아 선수권 대회           | 시니어         | 1 68.65        | 2 125.06       | 1 193.71       |                |
| 2011년 12월 8일-12일                 | 2011년 골든 스핀 오브 자그레브      | 시니어         | 2 51.83        | 1 110.64       | 1 162.47       |                |
| 2011년 11월 25일-27일                | 2011년 컵 오브 러시아               | 시니어         | 3 57.79        | 3 111.96       | 3 169.75       |                |
| 2011년 11월 3일-6일                  | 2011년 컵 오브 차이나               | 시니어         | 3 53.74        | 3 106.21       | 3 159.95       |                |
| 2010–2011 시즌                       |                                     |                |                |                |                |                |
| 날짜                                 | 대회                                | 나이           | 쇼트           | 프리           | 합계           |                |
| 2011년 3월 1일-5일                   | 2011년 세계 주니어 선수권 대회      | 주니어         | 1 59.51        | 1 115.45       | 1 174.96       |                |
| 2010년 12월 26일-29일                | 2011년 러시아 선수권 대회           | 시니어         | 2 63.79        | 1 133.65       | 1 197.44       |                |
| 2010년 12월 9일-12일                 | 2010–11 시즌 주니어 그랑프리 파이널 | 주니어         | 1 57.27        | 1 112.54       | 1 169.81       |                |
| 2010년 9월 30일-10월 1일             | 2010년 영국 주니어 그랑프리         | 주니어         | 1 59.39        | 1 107.31       | 1 166.70       |                |
| 2010년 9월 15일-19일                 | 2010년 오스트리아 주니어 그랑프리   | 주니어         | 1 61.32        | 1 117.65       | 1 178.97       |                |
| 2009–2010 시즌                       |                                     |                |                |                |                |                |
| 날짜                                 | 대회                                | 나이           | 쇼트           | 프리           | 합계           |                |
| 2010년 2월 3일-6일                   | 2010년 러시아 주니어 선수권 대회    | 주니어         | 4 57.28        | 6 93.50        | 6 150.78       |                |
| 23–27 December 2009년 12월 23일-27일 | 2010 러시아 선수권 대회             | 시니어         | 3 –            | 4 –            | 4 172.69       |                |
| 2008–2009 시즌                       |                                     |                |                |                |                |                |
| 날짜                                 | 대회                                | 나이           | 쇼트           | 프리           | 합계           |                |
| 2009년 1월 28일-31일                 | 2009년 러시아 주니어 선수권 대회    | 주니어         | 1 –            | 1 –            | 1 170.28       |                |
| 2008년 12월 24일-28일                | 2009년 러시아 선수권 대회           | 시니어         | 1 –            | 2 –            | 1 160.55       |                |
| 2007–2008 시즌                       |                                     |                |                |                |                |                |
| 날짜                                 | 대회                                | 나이           | 쇼트           | 프리           | 합계           |                |
| 2008년 1월 30일-2월 2일              | 2008년 러시아 주니어 선수권 대회    | 주니어         | 7 –            | 13 –           | 10 116.62      |                |
| 2007년 11월 30일-12월 2일            | NRW 트로피                          | 주니어         | 3 37.17        | 6 59.26        | 6 96.43        |                |